# Konstantin Pal

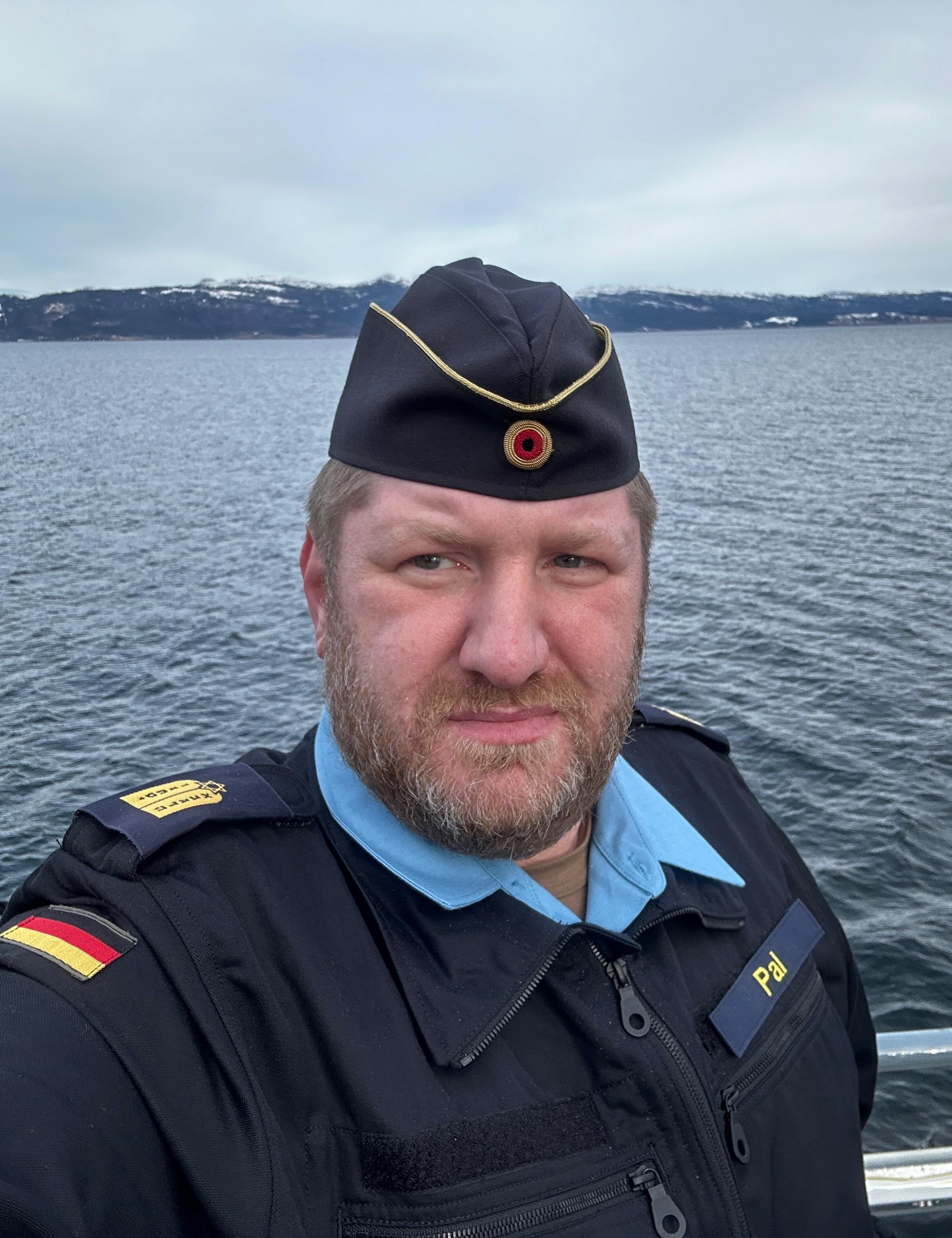
Konstantin Pal an Bord des Versorgungsschiffes Donau (Frühjahr 2024)

Konstantin Pal (geb. 22. Februar 1979 in Moskau) ist ein deutscher Rabbiner. Von 2010 bis 2013 war er thüringischer Landesrabbiner und seit 2022 ist er erster hauptamtlicher Militärrabbiner der Bundeswehr.

## Leben

### Jugend und Studium
Pal wuchs in einer ukrainisch-jüdischen Familie auf, die mit ihm 1989 als Kontingentflüchtlinge nach West-Berlin emigrierte. Obwohl zuvor an sich nicht religiös, nahm er nach dem Abitur ein Magisterstudium der Judaistik, Religionswissenschaften und Slawistik an der Universität Potsdam auf. Parallel dazu absolvierte er eine Ausbildung zum Rabbiner am Abraham Geiger Kolleg mit Studienaufenthalten in Israel am Hebrew Union College und verschiedenen Jeschiwot. Eines seiner Praktika leistete er an Bord eines deutschen Kriegsschiffes ab.

### Rabbinat
2010 wurde Pal zum Rabbiner ordiniert und war bis 2014 Landesrabbiner der Jüdischen Landesgemeinde Thüringen, wo er neben der Hauptgemeinde in der Landeshauptstadt Erfurt auch die Außenstellen in Jena und Nordhausen betreute. Danach war er für die Jüdische Gemeinde zu Berlin tätig. Ab 2013 absolvierte er zudem berufsbegleitend einen vom Zentralrat der Juden in Kooperation mit der Fachhochschule Erfurt veranstalteten Studiengang mit den Schwerpunkten Management und Interkulturalität, den er 2016 als Master of Arts abschloss. 2022 wurde er erster hauptamtlicher Militärrabbiner der Bundeswehr und war damit der erste deutsche Militärrabbiner seit Ende des Ersten Weltkrieges. Vor dem Hintergrund des russischen Überfalls auf die Ukraine nahm er 2024 erstmals an einem Auslandseinsatz der Bundeswehr teil, bei dem die Deutsche Marine mit dem Versorgungsschiff Donau ein NATO-Geschwader bei der Minensuche in der Ostsee unterstützte.